# 李茂 (元朝)
李茂，大名（今河北大名县）人，后迁居扬州，元朝政治人物。
其父李兴寿临终，对李茂说：“我快病死了，你要好好照顾你母亲。”李茂哭着受命，事奉母亲孟氏更加孝顺。母亲眼睛有病失明，李茂到泰安泰山祈祷，三年复明。又愿母亲长寿，每天祝天，愿损己寿以增加母亲年寿。孟氏活到八十四岁去世，居丧哀恸，闻者伤感。大德九年（1305年），扬州再火，延烧千余家，火及李茂家，风转向而灭。朝廷得知，旌表其家。